# سيرجيو غارسيا
سيرجيو غارسيا دي لا فوينتي (بالإسبانية: Sergio García de la Fuente)، من مواليد 9 يونيو 1983 في برشلونة في إسبانيا، لاعب كرة قدم إسباني يلعب حالياً في نادي الريان القطري .
بدأ مسيرته الكروية في نادي برشلونة ثم أعير إلى نادي نادي ليفانتي في موسم 2004/2005، وشارك معهم في 31 مباراة وسجل 8 أهداف، وفي عام 2005 انتقل إلى نادي ريال سرقسطة، وفي عام 2010 انتقل إلى نادي ريال بيتيس. وفي عام 2012 انتقل إلى نادي إسبانيول قبل ان يعتزل ..

## مسيرته الكروية
لعب سيرجيو غارسيا خلال مسيرته الاحترافية مع 8 أندية في تسعة عشر موسمًا وسجل خلالها 159 هدف ضمن 525 مباراة. ولم يفز بأي موسم بالكأس وفاز في موسم واحد بالدوري.
خاض سيرجيو غارسيا مسيرته مع نادي برشلونة ج في موسم 2001–02 لمدة موسم واحد، مشاركًا في 22 مباراة سجل خلالها 11 هدفًا. ثم انتقل إلى نادي برشلونة ب في موسم 2002–03 ولمدة موسمين، حيث شارك في 60 مباراة سجل خلالها 34 هدفًا. لينتقل بعدها إلى نادي برشلونة في موسم 2003–04 لمدة موسم واحد، مشاركًا في 4 مباريات ولم يسجل أي هدف. ثم انتقل إلى نادي ليفانتي في موسم 2004–05 لمدة موسم واحد، مشاركًا في 31 مباراة سجل خلالها 7 أهداف. هذا وانتقل لاحقًا إلى نادي ريال سرقسطة في موسم 2005–06 واستمر معه طيلة ثلاثة مواسم، مشاركًا في 90 مباراة سجل خلالها 14 هدفًا. ثم انتقل بعدها إلى نادي ريال بيتيس في موسم 2008–09 ولمدة موسمين، مشاركًا في 62 مباراة سجل خلالها 21 هدفًا. ليعود وينتقل من جديد، لكن هذه المرة إلى نادي إسبانيول في موسم 2010–11 في المرة الأولى ليلعب معه خمسة مواسم ثم في موسم 2017–18 ولمدة موسمين، مشاركًا طوالها في 207 مباراة سجل خلالها 45 هدفًا. لينتقل بعدها إلى نادي الريان في موسم 2015–16 ولمدة موسمين، مشاركًا في 49 مباراة سجل خلالها 27 هدفًا.

## روابط خارجية
- سيرجيو غارسيا على موقع الاتحاد الدولي (مؤرشف)  (الإنجليزية)
- سيرجيو غارسيا على موقع قاعدة بيانات كرة القدم.إي يو (الإنجليزية)
- سيرجيو غارسيا على موقع ناشيونال فوتبول تيمز (الإنجليزية)
- سيرجيو غارسيا على موقع Soccerway.com (الإنجليزية)
- سيرجيو غارسيا على موقع عالم كرة القدم.نت (الإنجليزية)